# Циколия, Ираклий Гурамович
Ира́клий Гура́мович Цико́лия (укр. Іраклій Гурамович Циколія; 26 мая 1987 года, Сухуми, Абхазская АССР, Грузинская ССР) — украинский футболист грузинского происхождения, защитник. Играл в высших дивизионах Финляндии, Казахстана и Грузии, однако большинство матчей в своей карьере провел в первой украинской лиге: выступая за клубы «Буковина» и «Нефтяник-Укрнефть». Также в период юношеского возраста провел множество матчей в составе юношеской сборной Украины.

## Игровая карьера
Воспитанник киевского футбола. Профессиональную карьеру начинал в команде «Динамо-3» (Киев) в 2004 году. Дебютировал за клуб 24 июня того же года в матче второй лиги против тернопольской «Нивы», в котором сыграл все 90 минут. В составе «Динамо-3» сыграл в сезоне 2004/05 19 матчей, а уже со следующего параллельно с матчами за третью команду стал привлекаться к играм в турнире дублёров, где провёл 10 матчей и забил 2 гола. В 2006 году выступал в составе столичного ЦСКА в первой лиге, однако закрепиться в команде не сумел, сыграв за «армейцев» лишь один матч в чемпионате.
В 2007 году уехал в Финляндию, где выступал за местные команды «Каяанин Хака», «АС Оулу», «РоПС» и «ТП-47». В начале 2010 года перешёл в казахстанский «Тараз», за который выступал до лета, после чего вернулся на Украину, подписав контракт с черновицкой «Буковиной». В её составе сыграл 69 официальных матчей. 11 февраля 2013 контракт футболиста с клубом был расторгнут по обоюдному согласию и уже вскоре игрок присоединился к белоцерковскому «Арсеналу». По итогам сезона «канониры» заняли последнее 18 место в первой лиге и вылетели во вторую. Циколия, сыгравший за команду всего 6 матчей, покинул клуб.
В июле 2013 года Циколия вернулся в «Буковину». В феврале 2014 года подписал контракт с ахтырским ФК «Нефтяник-Укрнефть», за который выступал до августа 2017 года. Провел в составе «ахтырчан» 92 официальных матча. В том же месяце стал игроком уже другой команды представляющей сумской регион в первой лиге: ФК «Сумы», в которой поиграл и до завершения 2017/18 сезона.
Летом подписал контракт с представителем высшей лиги Грузии: «Колхети» (Поти), за который выступал до завершения 2018 года. С марта 2019 выступает за другой грузинский клуб: «Шевардени» (Тбилиси), эта команда является представителем второго по рангу дивизиона и имеет своем активе еще ряд украинских футболистов.
В апреле 2019 года решением КДК ФФУ отстранён от любой футбольной деятельности на 3 года условно, с испытательным сроком в 2 года, за участие в организации договорных матчей. После дополнительного рассмотрения дела срок дисквалификации был изменён на 1 год условно (с испытательным сроком 2 года).

## Международная карьера
С 2003 по 2005 год выступал за юношеские сборные Украины разных возрастов, сыграв в общей сложности 38 встреч. В 2004 году в составе сборной Украины до 17 лет был участником Юношеского чемпионата Европы, на котором сыграл в двух матчах. На этом турнире «жёлто-синие» под руководством Виктора Кащея не набрали ни одного очка и заняли последнее место в группе.